# Campeonato Maranhense de Futebol de 1975
O Campeonato Maranhense de Futebol de 1975 foi a 54º edição da divisão principal do campeonato estadual do Maranhão. O campeão foi o Sampaio Corrêa que conquistou seu 13º título na história da competição. O artilheiro do campeonato foi Acir, jogador do Sampaio Corrêa, com 7 gols marcados.

## Premiação
| Campeonato Maranhense de 1975       |
| São Luís                            |
| ----------------------------------- |
| Sampaio Corrêa Campeão (13º título) |